# 승부 없는 싸움
승부 없는 싸움(In Dubious Battle)은 미국에서 제작된 제임스 프랭코 감독의 2016년 드라마 영화이다. 존 스타인벡의 동명의 소설을 바탕으로 제작되었다. 제임스 프랭코 등이 주연으로 출연하였고 제임스 프랭코 등이 제작에 참여하였다.

## 출연

### 주연
- 제임스 프랭코
- 냇 울프
- 빈센트 도노프리오
- 셀레나 고메즈
- 로버트 듀발
- 브라이언 크랜스톤
- 에드 해리스
- 조쉬 허처슨

### 조연
- 잭 브라프
- 애널리 팁튼
- 애슐리 그린
- 키건 앨런
- 오스틴 스토웰
- 아나 오렐리
- 데이비드 설리반
- 베스 그랜트
- 존 세비지
- 킴벌리 바티스타
- 스콧 헤이즈
- 토니 데밀
- 조엘 가랜드

## 제작진
- 원작자: 존 스타인벡